# La Fonera
La Fonera ist ein WLAN-Router, der durch das WLAN-Hotspot-Unternehmen Fon (anfangs vergünstigt) angeboten wurde, um ein weltweites Netz aufzubauen. Anfang 2018 wurden Herstellung und Verkauf der Geräte eingestellt. Bis auf die ersten beiden Modelle können alle Geräte weiterhin genutzt werden und geben Zugang zum Fon-Netzwerk, welches jedoch nicht mehr funktioniert.

## Hardware

### Fonera (FON2100 und FON 2200)

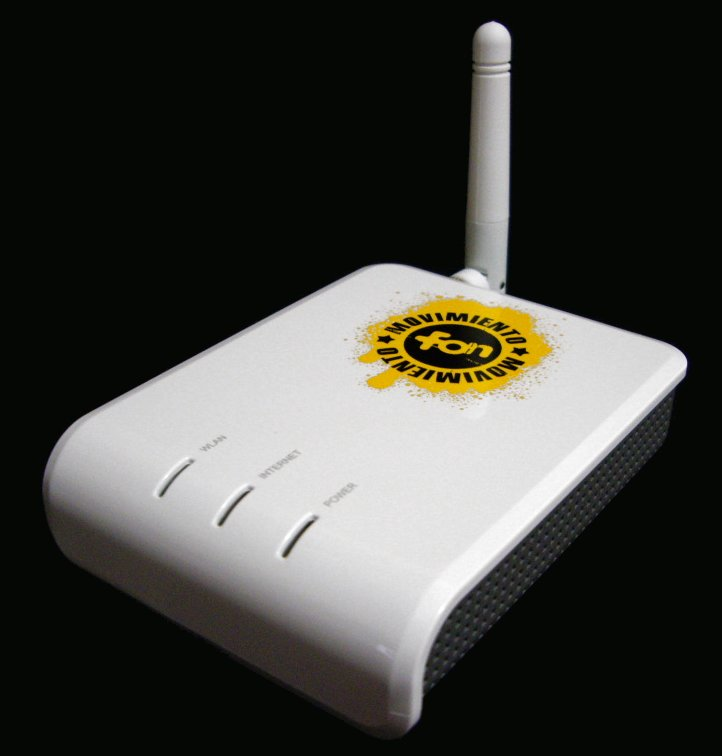
La Fonera (FON2100 bzw. FON2200)

La Fonera (FON2100) Router intern, Oberseite

La Fonera (FON2100) Router intern, Unterseite

Der im Oktober 2006 erschienene Router enthält einen Atheros-Chipsatz für WLAN, einen 10/100MBit Ethernet-Port und eine Antenne, die per RP-SMA-Buchse angeschlossen ist.
| System-On-Chip | Atheros AR2315 |
| CPU Takt       | 183 MHz        |
| Flash-Speicher | 8 MB           |
| RAM            | 16 MB          |

Das Gerät wird mit einem 5 V/2 A (FON2100) bzw. 7,5V/1A (FON2200) Schaltnetzteil betrieben und nimmt in der Praxis (mit dem Originalnetzteil betrieben) rund 7 W Leistung auf. Auf der Oberseite gibt es drei grüne Leuchtdioden: WLAN, Internet (LAN-Port) und Power. Zusätzlich im Lieferumfang befindet sich ein flaches Netzwerkkabel. La Fonera unterstützt die Standards IEEE 802.11b und 802.11g mit Geschwindigkeiten bis zu 54 Mbps mit einer Frequenz von 2,4 GHz.
Zur WLAN-Authentifizierung und -Verschlüsselung kommt WEP (64/128 bit) oder WPA, WPA2 mit TKIP, AES zu Anwendung.
Hersteller der Fonera ist das Unternehmen Accton.
Intern befinden sich noch weitere Anschlüsse: Darunter eine serielle Schnittstelle mit 3,3V Pegel und ein weiterer Antennenanschluss.
Diese beiden Modelle funktionieren mit FON nicht mehr (eingestellt vom Anbieter Ende 2014).

### Fonera+ (FON2201)
Im Juli 2007 erschien das Modell Fonera+. Dieser Router unterscheidet sich von seinem Vorgänger dadurch, dass er über zwei 10/100MBit Ethernet-Ports (einen für intern (LAN) und einen für extern (WAN)) verfügt. Betrieben wird das Gerät mit einem 7,5V Schaltnetzteil.

### Fonera 2.0g (FON2202)
Im April 2009 erschien das Modell Fonera 2. Hier wurde im Vergleich zur Fonera+ das RAM auf 32 MB vergrößert und die Versorgungsspannung auf 5V reduziert. Zudem verfügt dieses Modell über einen USB-Anschluss.

### Fonera 2.0n (FON2303)
Mit dem im Juli 2009 erschienenen Modell Fonera 2.0n ergaben sich größere Hardwareänderungen.
So verfügt dieses Gerät über 4 interne 10/100MBit Ethernet-Ports und 2 fest montierte Antennen. Als Chipsatz wurden hier Ralink verbaut. der Arbeitsspeicher wurde nochmals erweitert und die Versorgungsspannung auf 12V erhöht.
Durch die Unterstützung von 802.11n konnte der Datendurchsatz im Bereich WLAN auf 300 Mbit erhöht werden.
| System-On-Chip | Ralink  |
| CPU Takt       | 380 MHz |
| Flash-Speicher | 8 MB    |
| RAM            | 64 MB   |

### Fonera SIMPL (FON2305 / FON2405)
Mit diesem Router wurde, wie der Name bereits vermuten lässt, der Funktionsumfang und die Hardwareausstattung zugunsten des Kaufpreises erheblich verringert. So verfügt das Gerät nur über 4 MB Flashspeicher und 16 MB RAM. Außerdem gibt es nur noch 1 internen 10/100-MBit-Ethernet-Port. Einen USB-Anschluss sucht man an dem kleinen Gehäuse vergeblich.

### Fon Wi-Fi Router (FON2601E)
In Japan ist in Kooperation mit dem Netzbetreiber SoftBank im November 2013 der Fon Wi-Fi Router erschienen. Das Modell mit der Bezeichnung FON2601E bietet erstmals Dualband-Unterstützung für 2,4GHz und 5GHz sowie Unterstützung für 802.11ac, womit der Datendurchsatz im Bereich WLAN auf 866 Mbit erhöht werden konnte. Zudem verfügt dieses Modell über einen USB-Anschluss sowie über zwei Ethernet-Ports (einen internen LAN-Port mit 10/100MBit und einen externen WAN-Port mit erstmals 10/100MBit/1000MBit). Betrieben wird das Gerät mit einem 12V Netzteil. Zudem wurde bei diesem Modell das Design der Antenne verändert, sodass sich diese nun im Inneren des Gehäuses befindet.

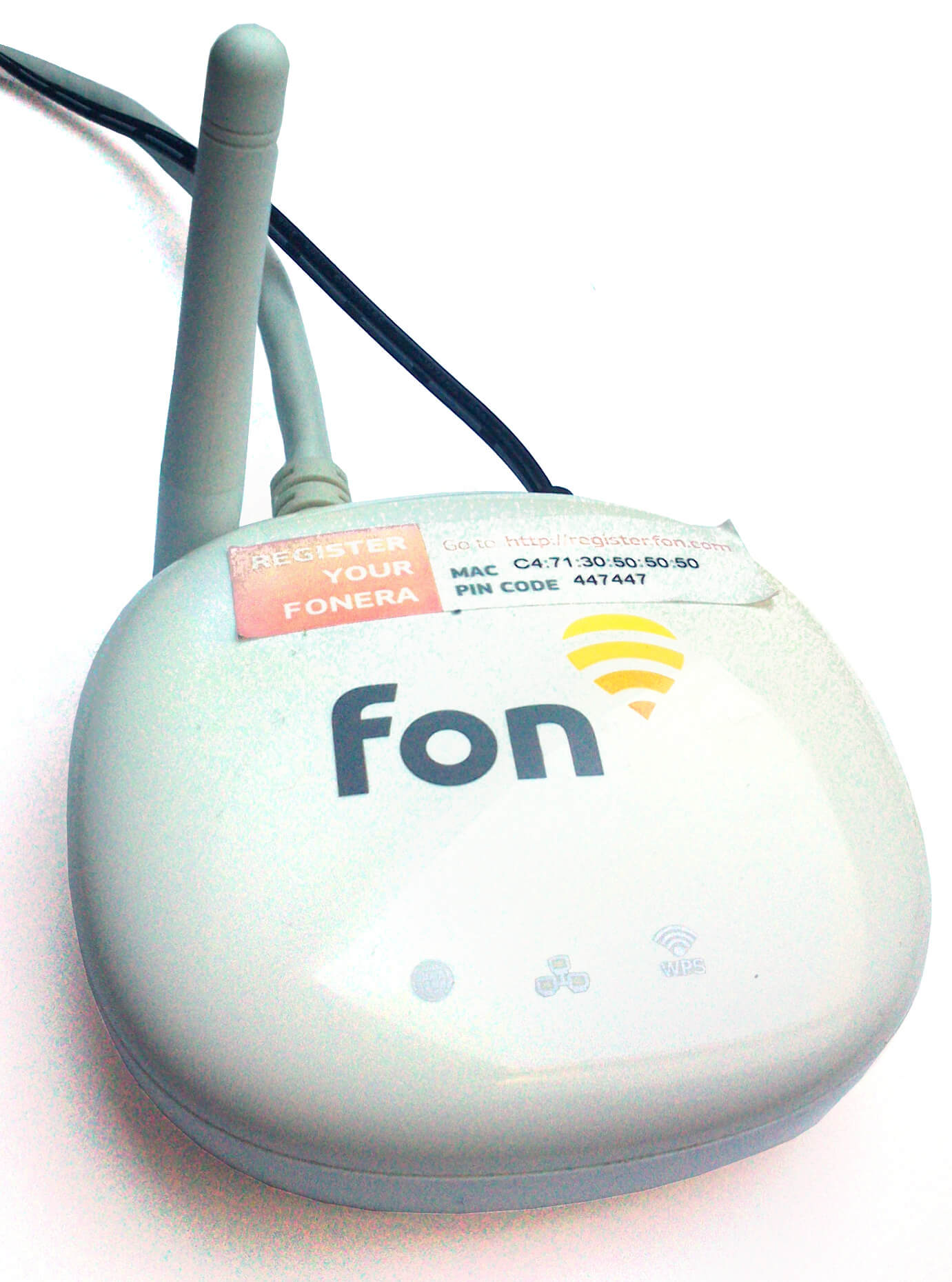
Fonera Mini (FON2412)

### Fonera MINI (FON2412)
2014 erschien eine aktualisierte Version der Fonera Simpl in kleinerem Gehäuse unter den Bezeichnungen FON2412A und FON2412B. Das Design sowie auch die technischen Daten wurden weitgehend beibehalten.

### Gramofon
Die Gramofonhardware wurde über Kickstarter finanziert und ist seit 2014 erhältlich. Bei dem Gerät handelt es sich um eine 8 × 8 × 4 cm kleine schwarze Box die nicht nur als Router, sondern als drahtlose Musikbox mit der Stereoanlage oder Lautsprecher per 3,5 mm Klinkenstecker verbunden wird. Die ersten Geräte verfügen noch über ein öffentliches Fon-WLAN. Bei später ausgelieferten Geräten ist dies nicht mehr der Fall.
Zum Musik abspielen kann das Gerät per App Allplay oder Spotify ferngesteuert werden. Lediglich zum Starten und Stoppen der Wiedergabe existiert auf dem Gerät ein Button. Der Status wird durch eine farbige LED angezeigt. Die Firmware aktualisiert sich wie bei den Fonera Simpl automatisch.
| System on Chip | Qualcomm AR9341 |
| CPU Takt       | 530             |
| Flash-Speicher | 16 MB           |
| RAM            | 64 MB           |
| Wifi           | 2x2 802.11bgn   |

### Fonera for Business
Seit 2015 ist eine Businessversion verfügbar. Sie ist hardwaretechnisch etwas besser ausgestattet als die Fonera Simpl, unterscheidet sich jedoch grundlegend von den Privatversion. Der Inhaber erhält mit dem Betrieb dieser Fonera keinen Zugang mehr zum globalen Fon-Netz. Die Fonera stellt dem Betreiber umfangreiche Statistik und Analysemöglichkeiten zur Verfügung.

## Software
Auf dem Router läuft eine speziell angepasste Variante der Open-Source-Software OpenWrt zusammen mit der Open-Source-Hotspot-Software CoovaChilli, an der sich die Nutzer zur Nutzung des Hotspots anmelden müssen.
Die Besonderheiten der genutzten OpenWrt-Version sind:
- Die Konfiguration ist nur über das Fon-Webinterface bzw. teilweise auch über den Fon-Account möglich.
- Ein „Heartbeat“ signalisiert FON, dass der Router online ist. Der Status unter http://maps.fon.com/ wird entsprechend angepasst.
- Der Router lädt automatisch Updates der Firmware bei FON herunter und installiert diese.
- Die Firmware verhindert den technisch möglichen, ausschließlichen Betrieb nach 802.11b. Der technisch ungünstigere Mischbetrieb von 802.11b+g wird hingegen unterstützt.

Mithilfe von signierter Firmware will FON verhindern, dass eine andere Firmware auf den Router aufgespielt wird. Inzwischen ist es mit etwas Mühe dennoch möglich ein unsigniertes OpenWrt oder DD-WRT zu installieren.
Versionsgeschichte
| Version                                        | Codename             | Veröffentlichung  | Bemerkungen / Neuerungen                                                                    |
| ---------------------------------------------- | -------------------- | ----------------- | ------------------------------------------------------------------------------------------- |
| 2.3.6.0                                        | Gari the Hummingbird | 8. April 2010     |                                                                                             |
| 2.3.6.1                                        | Gari jr              | 25. August 2010   | Fehlerbereinigungen                                                                         |
| 2.3.7.0                                        | Paco the alpaca      | 28. Dezember 2012 | u. a. Unterstützung von großen USB-Festplatten, verbesserte WLAN und Netzwerkfunktionalität |
| 2.3.7.1                                        | Paco Jr              | 26. Dezember 2013 | Fehlerbereinigungen                                                                         |
| trunk                                          |                      |                   |                                                                                             |
| Alte VersionAktuelle VersionZukünftige Version |                      |                   |                                                                                             |

Die Originalfirmware von FON lässt sich über die Webseite fonosfera herunterladen.
Ab der Fonera Simpl wird das aktualisieren der Firmware nicht mehr vom Anwender vorgenommen, sondern erfolgt automatisch durch FON.
Bei den neueren Geräten (z. B. FON2303 oder FON2412) ist eine einmalige Registrierung nötig mit der MAC-Adresse des „La Fonera“ Routers und einer aufgedruckte PIN. Danach erfolgt die normale Registrierung als Benutzer des FON-Netzwerks mit einer E-Mail-Adresse und einem Passwort.

## Netze
Es sind zwei SSID aktiv, eine private mit WPA2-Verschlüsselung und eine öffentliche mit dem Präfix „FON_“. Die private SSID ist für den privaten Gebrauch durch den Betreiber gedacht. Die öffentliche SSID können alle Fon-Teilnehmer nutzen. Zusätzlich kann der Hotspot-Betreiber über seinen Fon-Account fünf spezielle Accounts einrichten, deren Benutzer über die öffentliche SSID unbegrenzt online gehen können. Außerdem ist der Zugriff auf die Internetangebote diverser Partner von FON ohne Anmeldung möglich. Zusätzlich hat der Hotspot-Betreiber die Möglichkeit, eine Webseite oder IP-Adresse seiner Wahl zur Benutzung ohne Anmeldung freizugeben.

## Firmware
Die von FON für den Router „La Fonera“ entwickelte Firmware wird stets nur signiert ausgeliefert, so dass eine Nutzung des Routers mit einer unsignierten Firmware nicht ohne weiteres möglich ist. Aufgrund diverser Lücken in der von FON für die Firmwareversionen 0.7.0r4 bis 0.7.1r1 eingesetzten und an PHP angelehnten CGI-BIN-Servererweiterung „Haserl“ können spezielle Befehle in den Router eingeschleust werden, durch die ein SSH-Zugriff auf den Router möglich wird und die Sperre deaktiviert werden kann.
Da die von FON seit Anfang Januar 2007 automatisch auf alle per Internet erreichbaren Router aufgespielten Firmware-Update-Versionen ab 0.7.1r2 diese Lücken schließen, muss anders vorgegangen werden. Mittels eines einfachen Resets (siehe Links) werden alle seit dem Einspielen der letzten Vollversion der Firmware vorgenommenen Veränderungen, also auch die Firmware-Updates, gelöscht und der Router wird somit wieder auf eine frühere Firmware zurückgesetzt. Ist die letzte Firmware-Vollversion jedoch aktueller als 0.7.1r1, hilft ein Reset in diesem Falle natürlich nicht. Meldet man sich mit einem solchen Geräten jedoch bei einem manipulierten DNS- und RADIUS-Server an, wie jenem der unter dem Namen „Kolofonium-Hack“ bekannt geworden ist, wird der Fon-Firmware über ihre eigene Auto-Update-Funktion das Kommando zum Aktivieren des SSH-Zuganges untergeschoben.
Auf der Platine befindet sich eine serielle Schnittstelle, die aber nicht nach außen geführt ist. Da diese Schnittstelle mit 3,3V Pegel arbeitet, muss ein Pegelwandler zwischengeschaltet werden, um den Router mit einer normalen seriellen Schnittstelle verbinden zu können. Darüber ist Zugriff auf den Bootloader Redboot möglich, dem dann ein anderes Image (beispielsweise ältere Firmwareversion) untergeschoben werden kann.
Bisher ist es möglich auf dem La Fonera Router folgende Firmware zu installieren:
- Original Fon Firmware
- Fon Firmware mit Freifunk AddOns
- Fon Firmware mit FreeWLAN AddOns (Web-Interface Demo)
- Fon Firmware mit FrancoFON Addons
- Freifunk Firmware (OpenWrt basierend)
- DD-WRT
- OpenWrt

## Hardware-Erweiterung
Die La Fonera verfügt über sieben GPIOs (General Purpose Input/Output), welche verschiedene Hardwareerweiterungen ermöglichen. Beim ersten Model (La Fonera 2100) befinden sich vier dieser GPIOs neben der LAN-Buchse. Beim Folgemodell (La Fonera 2200) auf der Platinenunterseite. An diese GPIOs kann zum Beispiel eine SD-Karte, externe Soundkarte oder erweiterte Elektronik zur Steuerung diverser weiterer elektronischer Geräte angeschlossen werden. Da GPIOs jedoch nur für einfache Steuerungsaufgaben konzipiert sind, beträgt die Datentransferrate auf die SD-Karte nicht mehr als ca. 150KB/s.
OpenWrt liefert in seiner aktuellen Version einen Treiber zum Ansteuern von SD-Karten über GPIO mit.

## Hitzeproblematik
Die erste Hardwarerevision der La Fonera (La Fonera 2100) kann beim Betrieb in schlecht belüfteten Räumen sowie bei erhöhter Umgebungstemperatur so heiß werden, dass sich das Gehäuse verformt und die Elektronik Schaden nehmen kann. Dieses Problem wurde mit der nächsten Hardwarerevision beseitigt (ab La Fonera 2200). Dieses Model kommt zudem auch ohne den passiven Kühlkörper aus, der sich beim Vorgängermodell über der CPU befand.